# قطارات إيست ميدلاند
قطارات شرق ميدلاندز (بالإنجليزية: East Midlands Trains)‏ هي شركة تشغيل قطاراتٍ بريطانية، مملوكةً لمجموعة ستاجكوتش. تقعُ هذه الشركة في دربي، وتقدم خدماتها في ميدلاند الشرقية وأجزاءٍ من يوركشاير.